# Liste der Bodendenkmale in Toppenstedt
In der Liste der Bodendenkmale in Toppenstedt sind alle Bodendenkmale der niedersächsischen Gemeinde Toppenstedt aufgelistet. Die Quelle ist der Denkmalatlas Niedersachsen. Der Stand der Liste ist der 10. Oktober 2024.

## Allgemein
In den Spalten finden sich folgende Informationen des Bodendenkmales :
- Lage        : geographische Koordinaten
- Bezeichnung : Bezeichnung lt. Denkmalatlas
- Beschreibung: Beschreibung lt. Denkmalatlas
- ID          : Objekt-ID
- Bild        : Bild, ggf. zusätzlich mit Link zu weiteren Fotos im Medienarchiv Wikimedia Commons.

## Tangendorf
| Lage                        | Bezeichnung              | Beschreibung | ID       | Bild |
| --------------------------- | ------------------------ | --- | -------- | ---- |
| 53° 18′ 18″ N, 10° 5′ 1″ O  | Tangendorf 10, Grabhügel | | 28961860 | BW   |
| 53° 18′ 11″ N, 10° 5′ 8″ O  | Tangendorf 11, Grabhügel | Steil gewölbt, wuchtig, große Eingrabung an O-Seite. Dezentral alte Mulde; rundum Ablagerungen von Tot- und Bauholz sowie Lesesteinen. Dm. 15 m, H. 1,6 m.              | 28961961 | BW   |
| 53° 18′ 11″ N, 10° 5′ 10″ O | Tangendorf 12, Grabhügel | Sehr stark zerwühlt und abgegraben, Flach, stark auseinandergeflossen, aus einigen Blickrichtungen kaum noch erkennbar; zentrale alte, große Mulde. Dm. 17 m, H. 0,6 m. | 28961962 | BW   |
| 53° 16′ 55″ N, 10° 6′ 56″ O | Tangendorf 15, Grabhügel | Stark zerwühlt, sehr alte Eingrabung in der Mitte. Liegt in alten sehr ausgeprägten Hochäckern. Dm. 15 m, H. 0,7 m.                                                     | 28961963 | BW   |
| 53° 17′ 27″ N, 10° 6′ 56″ O | Tangendorf 16, Grabhügel | Sanft gewölbt. Von Kaninchen stark zerwühlt. Dm. 15 m, H. 1,4 m. | 28961964 | BW   |
| 53° 17′ 27″ N, 10° 6′ 58″ O | Tangendorf 17, Grabhügel | Breit, unruhig, sehr stark zerwühlt. Kaninchenbaue. Dm. 15 m, H. 1,5 m.                                                                                                 | 28961965 | BW   |
| 53° 17′ 28″ N, 10° 6′ 57″ O | Tangendorf 18, Grabhügel | Kräftig gewölbt. Oben alte Eingrabung und leicht abgeplattet. Kaninchenbaue. Dm. 18 m, H. 1,6 m.                                                                        | 28961966 | BW   |
| 53° 17′ 29″ N, 10° 6′ 58″ O | Tangendorf 19, Grabhügel | Breit gewölbt, wuchtig. Oben abgeplattet und größere flacher Mulde,durch Kaninchenbaue. Dm. 18 m, H. 1,4 m.                                                             | 28961967 | BW   |
| 53° 17′ 29″ N, 10° 6′ 57″ O | Tangendorf 20, Grabhügel | Sehr groß und breit, ziemlich flach. Eingrabung in der Mitte; von Kaninchen zerwühlt. Auf N-Seite tiefer frischer Baumwurfkrater. Dm. 18 m, H. 1,4 m.                   | 28961862 | BW   |

## Toppenstedt
| Lage                        | Bezeichnung               | Beschreibung                                                                                      | ID       | Bild |
| --------------------------- | ------------------------- | ------------------------------------------------------------------------------------------------- | -------- | ---- |
| 53° 15′ 15″ N, 10° 7′ 22″ O | Toppenstedt 11, Grabhügel | Umlaufend großer Ausbruchgraben, Dm. 9 m. Innerhalb eine große Buche. Dm. 18 m, H. 0,7 m.         | 28961982 | BW   |
| 53° 16′ 4″ N, 10° 8′ 37″ O  | Toppenstedt 57, Grabhügel | Eingrabung, altes Stellungsloch an der SO-Seite; ausgeprägter Ausbruchgraben. Dm. 20 m, H. 1,3 m. | 28962109 | BW   |

### Toppenstedt 1
- ID:28961980
- Auf dem Sottenbarg gelegenes Grabhügelfeld. Ursprünglich etwa 50 Grabhügel. Sie besitzen Dm. 8 – 24 m und H. 0,6 m – 1,3 m. Funde belegen Bestattungen der älteren Bronzezeit und Nachbestattungen der frühen Eisenzeit.

| Lage                        | Bezeichnung    | Beschreibung                                                                                            | ID       | Bild |
| --------------------------- | -------------- | --- | -------- | ---- |
| 53° 16′ 28″ N, 10° 5′ 56″ O | Toppenstedt 40 | Massig, stark zerwühlt; besonders große Eingrabung in der Mitte. Dm. 20 m; H: 1 m.                      | 28962097 | BW   |
| 53° 16′ 29″ N, 10° 5′ 56″ O | Toppenstedt 41 | Rund, Kuppenmulde. Dm. 8 m; H. 0,5 m.                                                                   | 28962099 | BW   |
| 53° 16′ 29″ N, 10° 5′ 55″ O | Toppenstedt 42 | Rund, Flache Kuppenmulde. Dm. 8 m; H. 0,5 m.                                                            | 28962100 | BW   |
| 53° 16′ 32″ N, 10° 5′ 58″ O | Toppenstedt 43 | Mit steilem Rand. Zwei Grabungsschnitte im W und O haben den Hügel fast durchteilt. Dm. 15 m; H. 0,8 m. | 28962103 | BW   |
| 53° 16′ 33″ N, 10° 6′ 8″ O  | Toppenstedt 45 | Flach, unruhig, Dm. 10 m; H. 0,70 m.                                                                    | 28962101 | BW   |
| 53° 16′ 29″ N, 10° 6′ 12″ O | Toppenstedt 49 | Mit steilem Rand, alte Eingrabung in der Mitte. Dm. 12 m, H. 0,8 m.                                     | 28962104 | BW   |
| 53° 16′ 28″ N, 10° 6′ 11″ O | Toppenstedt 50 | Flach gewölbt. Vermutlich unversehrt. Dm. 8 m, H. 0,7 m.                                                | 28962087 | BW   |
| 53° 16′ 27″ N, 10° 6′ 12″ O | Toppenstedt 51 | Flach gewölbt. Vermutlich unversehrt. Dm. 7 m, H. 0,6 m.                                                | 28962105 | BW   |
| 53° 16′ 28″ N, 10° 6′ 10″ O | Toppenstedt 52 | Flach gewölbt, Mitte leicht eingesunken. Vermutlich unversehrt. Dm. 12 m, H. 0,7 m.                     | 28962106 | BW   |
| 53° 16′ 27″ N, 10° 6′ 11″ O | Toppenstedt 53 | Sanft gewölbt. Alte Eingrabung in der Mitte. Dm. 12 m, H. 0,8 m.                                        | 28962107 | BW   |
| 53° 16′ 27″ N, 10° 6′ 11″ O | Toppenstedt 54 | Steiler Rand. Alte Eingrabung in der Mitte. Dm. 8 m, H. 0,6 m                                           | 28962108 | BW   |
| 53° 16′ 29″ N, 10° 6′ 11″ O | Toppenstedt 78 | Flach, vermutlich unversehrt. Dm. 6 m, H. 0,5 m.                                                        | 28962111 | BW   |
| 53° 16′ 28″ N, 10° 6′ 11″ O | Toppenstedt 79 | Flach, vermutlich unversehrt. Dm. 7 m, H. 0,5 m.                                                        | 28962116 | BW   |
| 53° 16′ 27″ N, 10° 6′ 9″ O  | Toppenstedt 80 | Flach, vermutlich unversehrt. Dm. 7 m, H. 0,5 m.                                                        | 28962115 | BW   |

### Toppenstedt 17
- ID:28961983
- Grabhügelfeld südöstl. von Toppenstedt auf leichter Bodenerhöhung. Bestehend aus 21 Grabhügel mit 10 – 20 m Dm. und 0,6 – 1,6 m H.

| Lage                        | Bezeichnung    | Beschreibung | ID       | Bild |
| --------------------------- | -------------- | --- | -------- | ---- |
| 53° 15′ 32″ N, 10° 8′ 30″ O | Toppenstedt 18 | Sanft gewölbt, Dm. 15 m, H. 0,8 m. | 28961985 | BW   |
| 53° 15′ 30″ N, 10° 8′ 30″ O | Toppenstedt 19 | Kräftig gewölbter Grabhügel. Mitte leicht eingesunken. W-Rand von Waldweg überfahren. Sonst gut erhalten. Dm. 15 m, H. 1,4 m.                                       | 28961986 | BW   |
| 53° 15′ 28″ N, 10° 8′ 27″ O | Toppenstedt 21 | Kräftig gewölbt. Eingrabung (Stellungsloch) W-Seite. Dm. 10 m, H. 1,2 m.                                                                                            | 28961989 | BW   |
| 53° 15′ 27″ N, 10° 8′ 29″ O | Toppenstedt 22 | Steil, Mitte eingesunken (Kaninchen), sonst gut erhalten. Dm. 15 m, H. 1,4 m.                                                                                       | 28962086 | BW   |
| 53° 15′ 28″ N, 10° 8′ 30″ O | Toppenstedt 23 | Kräftig gewölbt. Über die Mitte, in N-S Richtung, durch Waldweg geschädigt. W-Seite von alter Wegespur angeschnitten. Kern vermutlich unversehrt. Dm. 10 m, H. 1 m. | 28962088 | BW   |
| 53° 15′ 27″ N, 10° 8′ 31″ O | Toppenstedt 24 | Wuchtig, Mitte etwas eingesunken (Kaninchen), sonst unversehrt. Dm. 15 m, H. 1 m.                                                                                   | 28962089 | BW   |
| 53° 15′ 26″ N, 10° 8′ 31″ O | Toppenstedt 25 | Wuchtig, Hügelkuppe leicht eingesunken, durch Kaninchenbaue leicht gestört, sonst unversehrt. Dm. 15 m, H. 1 m.                                                     | 28962090 | BW   |
| 53° 15′ 25″ N, 10° 8′ 33″ O | Toppenstedt 26 | Flach gewölbt, alte Eingrabung in der Mitte. Dm. 10 m, H. 0,8 m. | 28962091 | BW   |
| 53° 15′ 15″ N, 10° 8′ 30″ O | Toppenstedt 27 | Alte Eingrabung in der Mitte. Dm. 20 m, H. 1,5 m. | 28962092 | BW   |
| 53° 15′ 14″ N, 10° 8′ 31″ O | Toppenstedt 28 | Flach gewölbt, von Streifenpflug überpflügt, sonst augenscheinlich unversehrt. Dm. 10 m, H. 0,7 m.                                                                  | 28962093 | BW   |
| 53° 15′ 14″ N, 10° 8′ 30″ O | Toppenstedt 29 | Breit, wuchtig, alte Eingrabung in der Mitte, Dm. 20 m, H. 1,3 m.                                                                                                   | 28962094 | BW   |
| 53° 15′ 13″ N, 10° 8′ 29″ O | Toppenstedt 30 | Breit, wuchtig, alte Eingrabung in der Mitte, W-Seite vom Waldweg überfahren (Steine freigelegt). Dm. 20 m, H. 1,2 m.                                               | 28962095 | BW   |
| 53° 15′ 11″ N, 10° 8′ 28″ O | Toppenstedt 31 | Mitte etwas eingesunken durch Kaninchenbaue, sonst unversehrt. Dm. 20 m, H. 1,5 m.                                                                                  | 28962096 | BW   |
| 53° 15′ 15″ N, 10° 8′ 35″ O | Toppenstedt 33 | Breit, wuchtig. Alte Eingrabung in der Mitte. Dm. 15 m, H. 1,2 m.                                                                                                   | 28962098 | BW   |
| 53° 15′ 22″ N, 10° 8′ 32″ O | Toppenstedt 75 | Vom Streifenpflug gestört, dabei Steine herausgepflügt. Sonst unversehrt. Dm. 12 m, H. 1,2 m.                                                                       | 28962112 | BW   |
| 53° 15′ 28″ N, 10° 8′ 35″ O | Toppenstedt 76 | Kräftig gewölbt, von Kaninchen zerwühlt. 2 kleine Eingrabungen, vermutlich Kaninchenbaue. Sonst gut erhalten. Dm. 15 m, H. 1,6 m.                                   | 28962113 | BW   |
| 53° 15′ 27″ N, 10° 8′ 30″ O | Toppenstedt 77 | Oval, L. 7,5 m, Br. 5 m. | 28962114 | BW   |
| 53° 15′ 20″ N, 10° 8′ 36″ O | Toppenstedt 82 | Rund. Abgeflachte Kuppe. Dm. 15 m, H. 1,3 m. | 28962212 | BW   |
| 53° 15′ 20″ N, 10° 8′ 39″ O | Toppenstedt 83 | Rund. Flache Kuppenmulde. Am S-Rand Einkuhlung. Dm. 12 m, H. 0,6 m.                                                                                                 | 28962110 | BW   |

### Toppenstedt 61
- ID:28961969
- Am südwestl. Fußende des Bockelsberges gelegenes Grabhügelfeld mit 8 Hügeln von Dm. 3 – 8 m, auf einer Fläche von ca. 50 × 60 m.Es handelt sich wahrscheinlich um überhügelte Urnenbestattungen.

| Lage                        | Bezeichnung    | Beschreibung | ID       | Bild |
| --------------------------- | -------------- | ------------ | -------- | ---- |
| 53° 15′ 24″ N, 10° 3′ 19″ O | Toppenstedt 61 |              | 28961971 | BW   |
| 53° 15′ 24″ N, 10° 3′ 19″ O | Toppenstedt 62 |              | 28961968 | BW   |
| 53° 15′ 25″ N, 10° 3′ 20″ O | Toppenstedt 63 |              | 28961972 | BW   |
| 53° 15′ 24″ N, 10° 3′ 19″ O | Toppenstedt 64 |              | 28961973 | BW   |
| 53° 15′ 24″ N, 10° 3′ 20″ O | Toppenstedt 65 |              | 28961975 | BW   |
| 53° 15′ 24″ N, 10° 3′ 20″ O | Toppenstedt 66 |              | 28961977 | BW   |
| 53° 15′ 23″ N, 10° 3′ 20″ O | Toppenstedt 67 |              | 28961978 | BW   |
| 53° 15′ 23″ N, 10° 3′ 21″ O | Toppenstedt 68 |              | 28961979 | BW   |